# Marcel Lichters

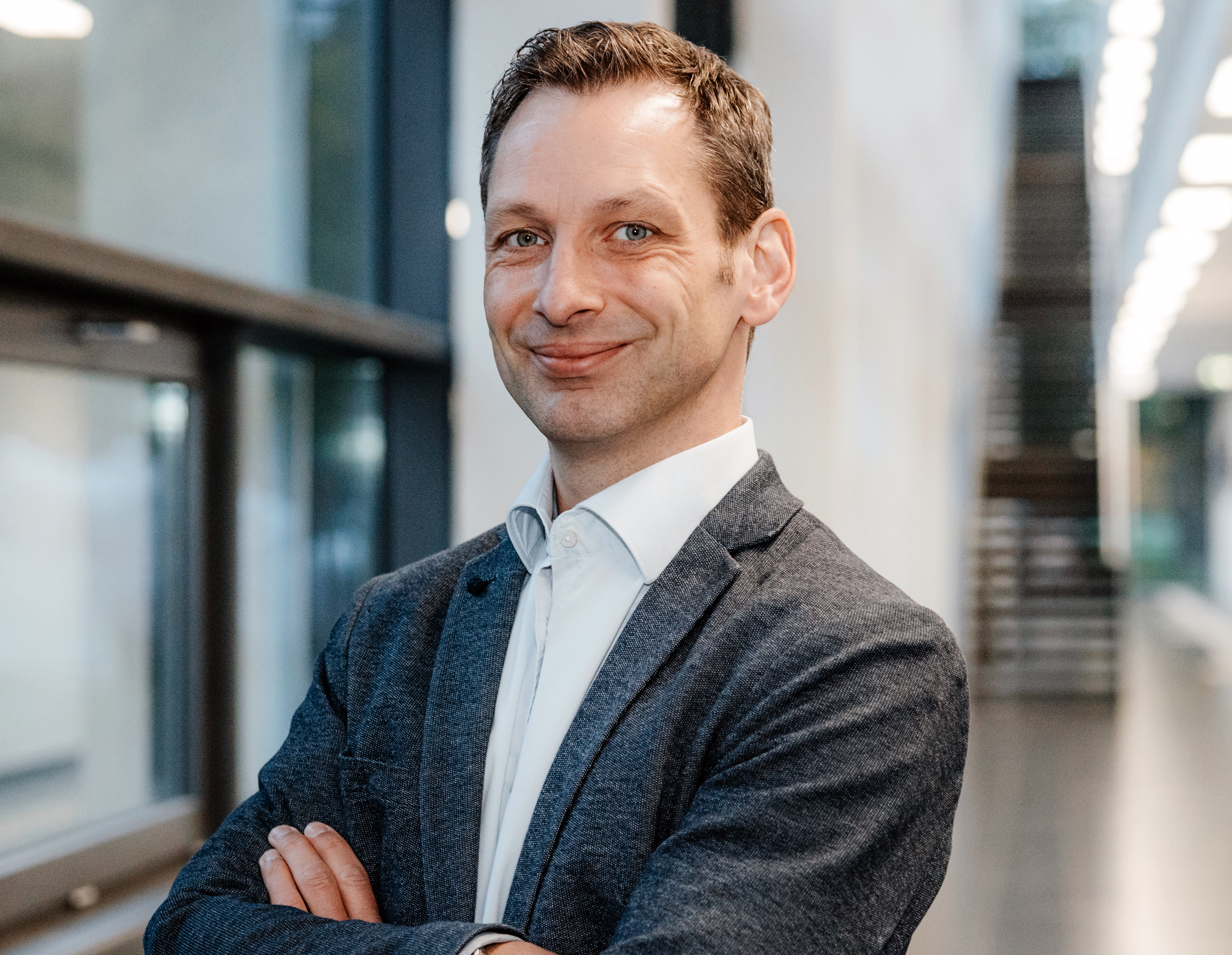
Marcel Lichters (2023)

Marcel Lichters (* 1983 in Wernigerode) ist ein deutscher Wirtschaftswissenschaftler und Universitätsprofessor für Betriebswirtschaftslehre, insbesondere Marketing.

## Leben
Marcel Lichters wuchs in Drübeck (heute Ilsenburg im Harz) auf, wo er die Grundschule und die Sekundarschule Darlingerode/Drübeck absolvierte. Nach seinem Realschulabschluss besuchte er das Fachgymnasium für Wirtschaft und Verwaltung in Wernigerode und erlangte hier die allgemeine Hochschulreife mit der Vertiefung Wirtschaftsinformatik. In den Jahren 2000–2001 machte er beim Katasteramt Wernigerode eine Ausbildung zum Vermessungstechniker, 2004–2005 leistete er Zivildienst in einer Behinderteneinrichtung. 
An der Hochschule Harz in Wernigerode erwarb er 2009 den Bachelor of Science in Wirtschaftspsychologie, Spezialisierungen: Marketing, Marktforschung und Werbe- & Konsumentenpsychologie sowie 2012 den Master of Arts Business Consulting. An dieser Hochschule war er von 2006 bis 2011 als studentische Hilfskraft und Tutor für Mathematik und Statistik sowie von 2013 bis 2014 als Lehrbeauftragter für Marktforschung und Conjoint-Analysen tätig und übernahm 2015–2016 eine Vertretungsprofessor für Marktforschung und Konsumentenpsychologie.
Lichters arbeitete von 2012 bis 2015 als wissenschaftlicher Mitarbeiter an der Universität Magdeburg, wo 2015 seine Promotion zum Dr. rer. pol. in Wirtschaftswissenschaften erfolgte (Spezialisierungen: Empirische Wirtschaftsforschung, Marketing und Konsumentenpsychologie). Nach einer Juniorprofessur für Consumer Behavior (Konsumentenverhaltensforschung) von 2016 bis 2021 an der Universität Magdeburg lehrte er von 2021 bis 2023 als Professor für Marketing und Handelsbetriebslehre an der TU Chemnitz. 2023 wechselte er erneut an die Universität Magdeburg, wo er als Lehrstuhlleiter die Professur für Betriebswirtschaftslehre, insbesondere Marketing, innehat.
Zudem arbeitete Lichters von 2011 bis 2012 als Projektmanager am Institut für Sensorikforschung und Innovationsberatung (isi) GmbH in Göttingen. Von 2009 bis 2015 war er für das Management der Tools AG in Beckenried/Zürich (Schweiz) tätig (Scientific Consultant and Freelance). Als Senior Manager arbeitete er von 2015 bis 2016 für die isi GmbH in Rosdorf/Göttingen. Im Jahr 2017 gründete er Lichters Markt- & Meinungsforschung in Ilsenburg (Harz) und ist dort Geschäftsführer.
Viele Forschungsarbeiten von Lichters erschienen in internationalen Journalen wie zum Beispiel Journal of Marketing Research, Journal of Service Research, Journal of the Academy of Marketing Science, Health Policy, Food Quality and Preference oder dem Journal of Business Research.
Marcel Lichters ist verheiratet mit Verena Lichters. Das Paar hat zwei Söhne und eine Tochter.

## Preise und Auszeichnungen
- 2016: Poster Award Prize bei der 7th European Conference on Sensory and Consumer Research (Dijon, Frankreich)
- 2018: Preis für Outstanding Contribution in Reviewing for the Journal of Business Research
- 2022: Auszeichnung als Best Reviewer 2022 durch das Journal of Business Economics
- 2024: 3. Platz im SaxFDM Open Data Award für vorbildhafte Ansätze im Bereich offener Forschungsdaten

## Schriften (Auswahl)
- Forty years of context effect research in marketing: A bibliometric analysis. In: Journal of Business Economics[1]
- Caffeine’s complex influence on the attraction effect: a mixed bag of outcomes. In: Marketing Letters[2]
- Short- and Long-term Effects of nonconsciously Processed Ambient Scents in a Servicescape: Findings from two Field Experiments. In: Journal of Service Research[3]
- The touchy issue of produce: Need for touch in online grocery retailing. In: Journal of Business Research[4]
- Warm Ambient Scents Nudge Consumers to Favour Premium Brands and Right-Wing Parties. In: Marketing ZFP[5]
- What really Matters in Attraction Effect Research: When Choices Have Economic Consequences. In: Marketing Letters[6]
- The Influence of Serotonin Deficiency on Choice Deferral and the Compromise Effect. In: Journal of Marketing Research[7]
- Segmenting Consumers Based on Sensory Acceptance Tests in Sensory Labs, Immersive Environments, and Natural Consumption Settings. In: Food Quality and Preference[8]
- How durable Are Compromise Effects? In: Journal of Business Research[9]
- On the practical Relevance of the Attraction Effect: A cautionary Note and Guidelines for Context Effect Experiments. In: AMS Review[10]
- On the applicability of the BDM mechanism in product evaluation. In: Journal of Retailing and Consumer Services[11]
- Crossing incentive alignment and adaptive designs in choice-based conjoint: A fruitful endeavor. In: Journal of the Academy of Marketing Science[12]
- Incentive alignment in anchored MaxDiff yields superior predictive validity. In: Marketing Letters[13]
- Insurees´ Preferences in Hospital Choice: A Population based Study. In: Health Policy[14]